# 788

## Nașteri
- dată necunoscută: Adi Shankara filosof indian (d. 820)
- dată necunoscută: Metodie I al Constantinopolului patriarh al Constantinopolului (d. 847)
- dată necunoscută: Bonifaciu al II-lea de Toscana  (d. 838)
- dată necunoscută: Ziyadat Allah I  (d. 838)

## Decese
- 30 septembrie: Abd er-Rahman I  (n. 731)
- dată necunoscută: Adalgis  (n. 740)
- dată necunoscută: Adelperga  (n. 740)